# Міллер Вісваріс Оттович
Вісваріс Оттович Міллер (латис. Visvaris Millers; 31.10.1927 — 01.02.1992) — радянський вчений, доктор юридичних наук, професор, член-кореспондент АН Латвійської РСР.

## Біографія
Народився 31.10.1927 року в Красноярську. Закінчив Латвійський державний університет ім. П. Стучки (1944—1949).
Із 1952 року — старший викладач Латвійського державного університету, з 1953 року заступник завідувача відділом пропаганди і агітації Ризького міськкому Компартії Латвії. У 1954 році захистив кандидатську дисертацію. Із 1956 року — доцент, проректор Латвійського державного університету.
У 1966 році захистив докторську дисертацію на тему «Створення радянської державності в Латвії».
Із 1966 року — міністр вищої та середньої спеціальної освіти Латвійської РСР. Із 1970 року по 1987 рік — ректор Латвійського державного університету ім П. Стучки.
Із 1987 року директор Інституту філософії і права Латвійської академії наук.
Доктор юридичних наук, професор, член-кореспондент АН Латвійської РСР.
Член КПРС із 1951 року. Кандидат у члени ЦК Компартії Латвії. Обирався депутатом Верховної Ради Латвійської РСР 7-11-го скликань.
Заслужений діяч науки Латвійської РСР.
Помер 01.02.1992 року в Ризі.

## Праці
- Первое суверенное государство латышского народа / В. О. Миллер. — Рига: Авотс, 1988. — 253,[2] с.; 17 см.
- Фрицис Розинь: [Один из основателей КП Латвии] / В. О. Миллер, Э. Я. Стумбина. — Киев: Политиздат Украины, 1987. — 103,[2] с.; 21 см.